# Oryzopsis coerulescens
Oryzopsis coerulescens là một loài thực vật có hoa trong họ Hòa thảo. Loài này được (Desf.) Hack. mô tả khoa học đầu tiên năm 1885.